# کولانیا
کولانیا (به ایتالیایی: Collagna) یک کومونه در ایتالیا است که در استان رجو امیلیا واقع شده‌است.

## خصوصیات
کولانیا ۶۷٫۰ کیلومترمربع مساحت و ۱٬۰۰۴ نفر جمعیت دارد.